# Park Ridge (Illinois)
Park Ridge je grad u američkoj saveznoj državi Ilinois. Prema popisu stanovništva iz 2010. u njemu je živjelo 37.480 stanovnika.